# برتسة
بَرُّتْسَة أو بَرُّتْسُو (بالإيطالية: panrozzo) هي كعكة تقليدية من منطقة أبرتسة في إيطاليا. تُقدم حسب التقاليد حلوى عيد الميلاد ولكن يمكن أيضًا الاستمتاع به على مدار السنة.
صُنفت رسميًا منتجًا غذائيًا تقليدي لأبرُتسة. 

## المكونات والتحضير
تتكون عجينة البرتسة من السميد (أو الدقيق الأصفر أو الأبيض مع نشا الذرة ) والسكر والبيض واللوز المطحون وخلاصة اللوز وقشر البرتقال أو الليمون. تُمزج جميع المكونات وتُخبز في صينية مستديرة من الألُومنيوم. تُخرج الكعكة من الصينية بعد أن تبرد وتُغطى بالشكلاطة الداكنة الذائبة.